# Йонас Там
Йонас Там (на естонски: Joonas Tamm) е естонски футболист, който играе на поста централен защитник. Състезател на Ботев (Пловдив).

## Кариера
Там е бивш играч на Вилянди Тулевик, Флора Талин, Норкьопинг, Силвия, Трелеборг, Сарпсборг 08, Корона Келце, Лилестрьом, Десна Чернигов, Ворскла и ФКСБ.
На 14 юли 2023 г. естонецът е обявен за ново попълнение на пловдивския Ботев. Дебютира на 29 юли при равенството 0:0 като гост на Пирин (Благоевград).

## Национална кариера
На 31 август 2017 г. Йонас дебютира в официален мач за националния отбор на Естония, при равенството 0:0 като гост на националния отбор на Гърция, в среща от квалификациите за световното първенство през 2018 г.

## Успехи
Флора Талин
- Мейстрилийга (4): 2010, 2015, 2017, 2022
- Купа на Естония (1): 2016
- Суперкупа на Естония (1): 2016

### Национален отбор
- Балтийска купа (1): 2020

### Индивидуални
- Футболист № 1 на Естония – 2022